# 巴贾拉
巴贾拉（Bajala），是印度卡纳塔克邦Dakshina Kannada县的一个城镇。总人口9960（2001年）。

## 人口
该地2001年总人口9960人，其中男性4889人，女性5071人；0—6岁人口1188人，其中男610人，女578人；识字率75.70%，其中男性为80.63%，女性为70.95%。